# فهرست دانشگاه‌ها در هلند

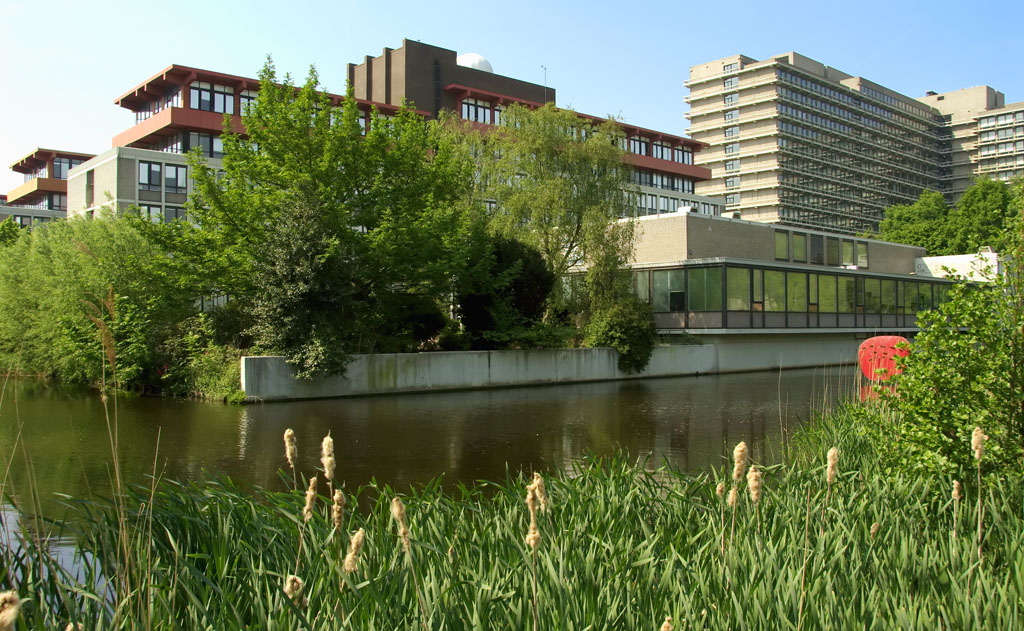
دانشگاه آزاد هلند

در هلند، آموزش عالی پس از مقطع متوسطه به دو بخش تقسیم می‌شود.
بخشی از مؤسسات، که Hogescholen نام دارند، معادل «کالج» های آمریکایی هستند و بیشتر در مقاطع کارشناسی به خدمات‌دهی مشغول‌اند.
نوع دوم مؤسسات آموزش عالی در هلند همان دانشگاه‌های فرم کلاسیک، یا Universiteit، هستند که تعداد آنها در این کشور به ۱۵ مؤسسه می‌رسد. این دانشگاه‌ها عبارند از:
- دانشگاه آمستردام
- دانشگاه وریج آمستردام
- دانشگاه صنعتی دلفت
- دانشگاه صنعتی آیندهوون
- دانشگاه خرونینگن
- دانشگاه لیدن
- دانشگاه ماستریخت
- دانشگاه اوپن هلند
- دانشگاه رادبود نیمخن
- دانشگاه اراسموس روتردام
- دانشگاه تیلبورخ
- دانشگاه صنعتی تونته
- دانشگاه اوترخت
- دانشگاه واخنینگن
- دانشگاه تجارت نینرود

## تحریم دانشجویان ایرانی رشته‌های فنی در هلند
وزارت آموزش فرهنگ و علوم هلند با همراهی وزارت خارجه این کشور در ژانویه ۲۰۰۸ میلادی، در ابلاغیه‌ای به دانشگاه‌ها و موسسات آموزشی، آنان را از ارائه هرگونه درسی به دانشجویان ایرانی که به نوعی به دانش هسته‌ای مرتبط باشد، منع کردند.

## جُستارهای وابسته
- آموزش عالی در ایران
- آموزش عالی در آمریکا
- آموزش عالی در اسرائیل